# Monastère du Prophète Élie
Le monastère du Prophète Élie (en grec moderne : Μονή Προφήτη Ηλία, Moní Profíti Ilía) est un monastère orthodoxe situé sur l'île de Théra, à Santorin, en Grèce.  
Il est situé dans la partie sud-est de l'île, sur le mont Profítis Ilías, à 567 mètres d'altitude. Le village le plus proche est Pýrgos.

## Histoire
Le monastère, fondé en 1711, est dédié au prophète Élie. Le monastère est stavropégial dans son administration. Le monastère était autrefois prospère et possédait son propre navire de commerce. Au XIXe siècle, il était un important centre culturel local et une école de langue et de littérature grecques y fut ouverte de 1806 à 1845. En 2011, le monastère comptait 19 habitants.
Le monastère possède deux musées, un musée ecclésiastique et un musée du folklore. Les collections du musée comprennent des icônes et d'autres objets religieux, des livres et du matériel folklorique. Le monastère contient plusieurs reliques. Il conserve également, entre autres, la mitre du patriarche Grégoire V de Constantinople,.

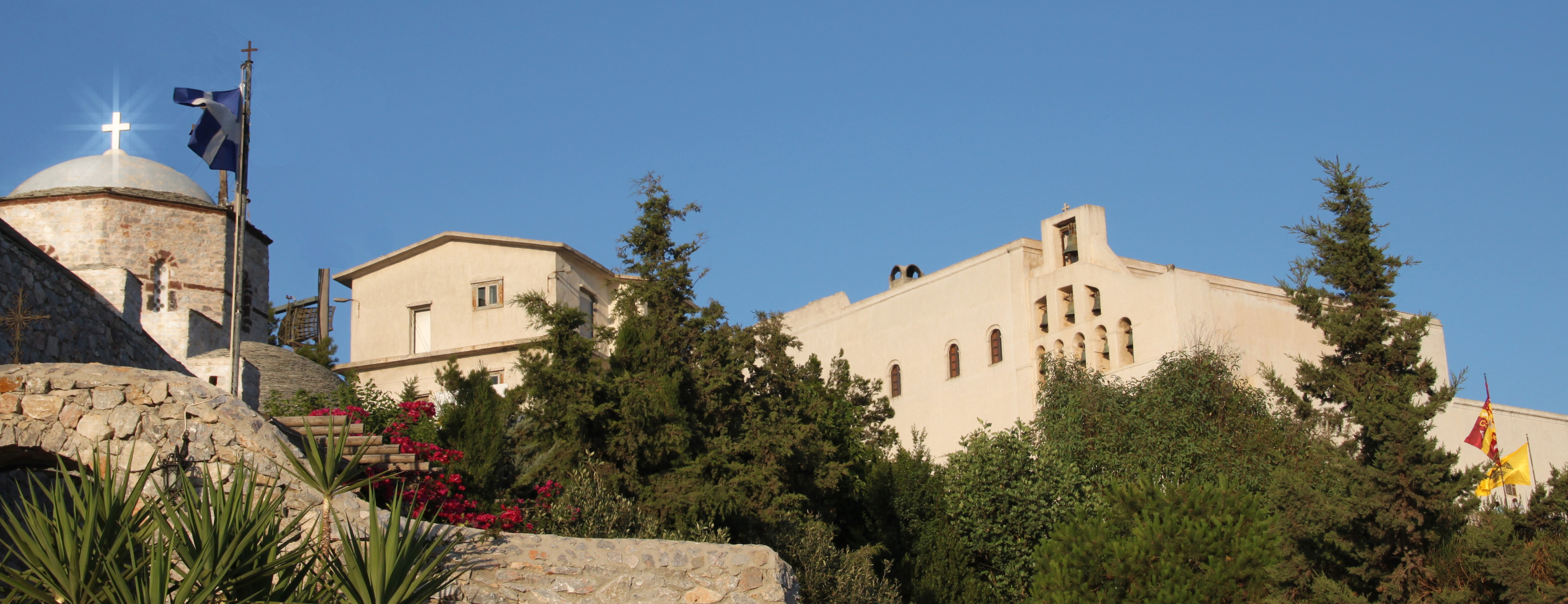
Monastère du Prophète Élie.